# André Le Dissez
André Le Dissez (* 11. November 1929 in Plougonven; † 4. Mai 2018 in Paris) war ein französischer Radrennfahrer und nationaler Meister im Radsport.

## Sportliche Laufbahn
Le Dissez war im Bahnradsport und im Straßenradsport aktiv. Als Amateur gewann er 1953 das Critérium du Printemps, 1954 das Eintagesrennen Paris–Caen sowie eine Etappe in der Route de France. Bei den Straßenradsport-Weltmeisterschaften 1954 wurde er Vierter und damit bester französischer Amateur. 1955 siegte er auf einer Etappe des Cinturón a Barcelona, 1956 bei Paris–Rouen und auf einem Tagesabschnitt des Circuit du Cher. In der französischen Amateurmeisterschaft im Straßenrennen kam er auf den 3. Platz.
Von 1957 bis 1965 war er Unabhängiger und Berufsfahrer. 1959 holte er mit einem Etappensieg in der Tour de France den bedeutendsten Erfolg seiner Karriere. 1964 gewann er das Rennen Polymultipliée, in dem er 1959 bereits Zweiter geworden war. In Frankreich gewann er in seiner Karriere einige Kriterien.
Le Dissez bestritt die Tour de France fünfmal. 1957 wurde er 34., 1960 47. 1959, 1961 und 1964 beendete er die Rundfahrt nicht. In der Vuelta a España war er dreimal am Start. 1964 wurde er 19., 1961 und 1965 kam er nicht ins Ziel.
Auf der Bahn gewann er 1954 die nationale Meisterschaft in der Einerverfolgung der Amateure. 1955 wurde er Vizemeister und 1956 gewann er den Titel erneut. Die Meisterschaft in der Mannschaftsverfolgung gewann er 1956.